# Bastionul Țesătorilor din Brașov
Situat în colțul de sud al Cetății Brașov (centrul istoric al orașului), Bastionul Țesătorilor, ocupă o suprafață de 1.616 mp. Zidurile sale au o grosime cuprinsă între 4 m la bază și 1 m la cel de-al patrulea nivel al construcției. Construit de către breasla țesătorilor pe patru nivele, cu ambrazuri, guri de păcură și cu două turnuri de strajă, bastionul are o arhitectură unică în sud-estul Europei. Fiind cruțat de marele incendiu de la Brașov din 1689, bastionul se păstrează în forma sa originală. Ca parte a zidului de sud-vest al ansamblului fortificațiilor orașului, Bastionul Țesătorilor este declarat monument istoric (cod LMI BV-II-m-A-11294.01).

## Istoric
Bastionul, construit, apărat și întreținut de bresla țesătorilor de in, a fost ridicat în două etape, între anii 1421 – 1436 și 1570 – 1573, fiind conceput ca să poată rezista ca o fortificație independentă.
Cele dintâi lucrări de construcție ale bastionului au avut loc între anii 1421 și 1436, odată cu ridicarea primelor ziduri ale fortificațiilor Brașovului, când au fost construite primele două nivele dintre cele trei galerii de luptă. Acestea au fost amenajate cu guri mari de tragere pentru armele de foc de calibru mare (bombarde), ambrazuri pentru archebuze, precum și cu guri de păcură pentru aruncarea materialelor incendiare. 
Bastionul a fost atestat documentar pentru prima dată în anul 1522. În 1554 fortificațiile din partea de sud-vest au fost întărite prin ridicarea unui al doilea zid de apărare. Inițial, bastionul a fost conectat la Turnul Cuțitarilor de pe partea laterală a Tâmpei printr-o secțiune de zid joasă.

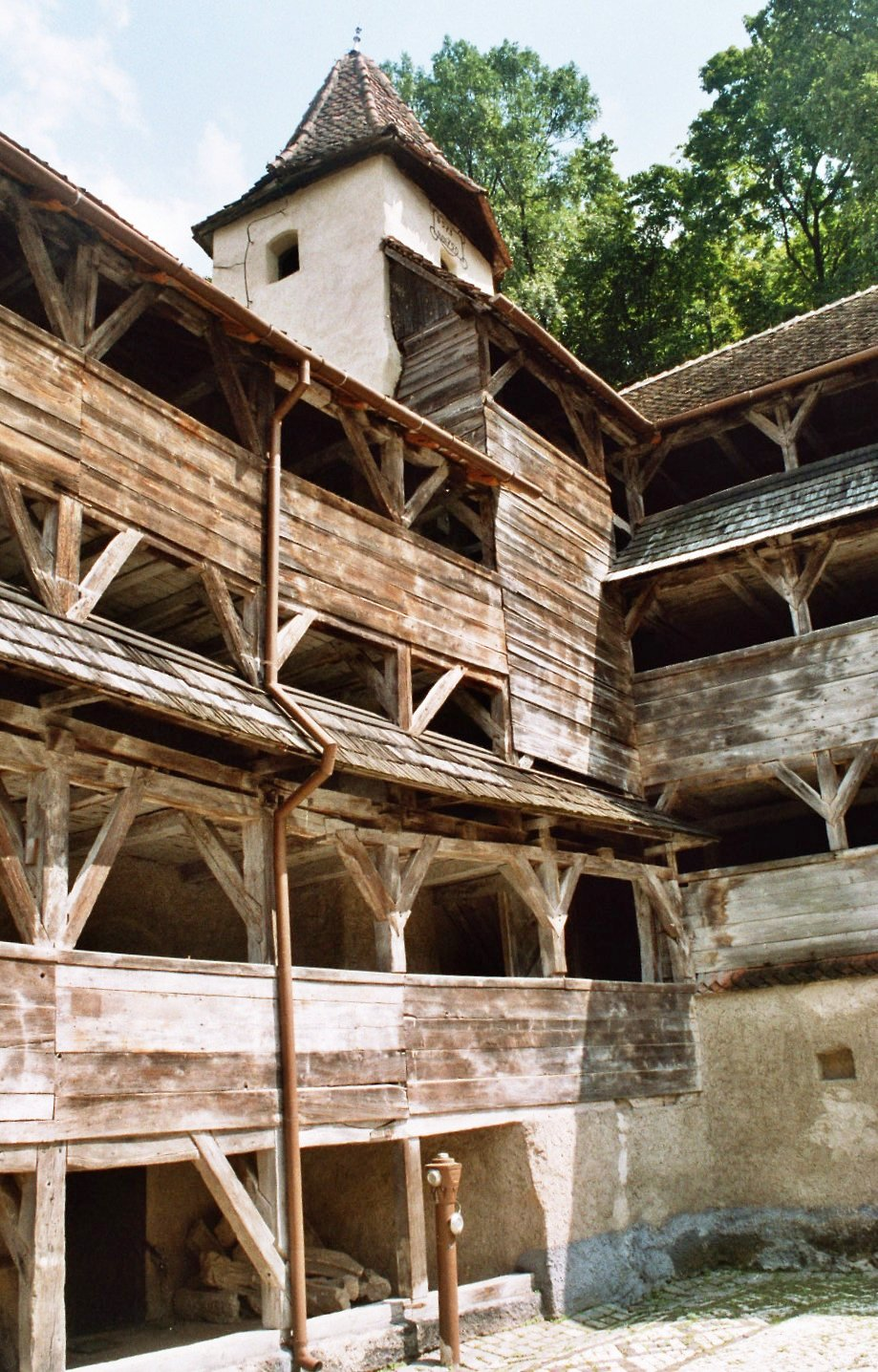
Galeriile din interiorul bastionului

Etajele superioare, construite între anii 1570 și 1573, erau destinate armelor de calibru mic, care puteau fi folosite prin gurile de tragere înguste, de formă circulară, prezente pe tot parcursul traseului galeriilor de tragere construite din bârne solide de stejar. Tot atunci au fost ridicate și două turnuri de veghe destinate corpului de gardă care supraveghea orașul atât din punct de vedere militar, cât și pentru observarea unor eventuale incendii.
Evoluția tehnicii de luptă, în special a armelor de foc, a dus la pierderea importanței bastionului ca obiectiv militar. De aceea, încă din anii 1750 – 1800, bastionul a fost abandonat ca fortificație de apărare. Acesta a îndeplinit apoi diferite alte funcții printre care și aceea de depozitare a documentelor breslei, de sediu pentru întrunirile dedicate instrucției militare sau confirmării ucenicilor în meșteșugul țesătoriei.
Pe fațada intrării în incintă se află, gravat într-o grindă de susținere a plafonului, anul 1807. Atunci au fost construite cele trei încăperi destinate atelierelor școlare pentru pregătirea viitorilor meșteșugari ai orașului, o cameră de santinelă și o sală de bal și nunți („Hochzeitsaal”).
Între anii 1750 și 1910, după prăbușirea turnului din nord-est în urma cutremurului din 1710, au fost executate importante lucrări de restaurare.
În 1908, după ce a slujit mult timp ca depozit, bastionul a căpătat clădirea adiacentă, sediul breslei țesătorilor, și a fost folosit din ce în ce mai mult pentru petreceri și mai ales pentru concerte de operă, datorită extraordinarelor sale calități acustice.
În anul 1910, deteriorarea monumentului a determinat autoritățile să întreprindă vaste lucrări de restaurare și consolidare a zidurilor și a galeriilor din lemn. Următoarele lucrări de restaurare și întreținere au fost efectuate în anii 1950, 1959 – 1961, 1970, 1975 și 1990 – 2001. După restaurarea din anul 1910, Bastionul Țesătorilor a devenit muzeu, Muzeul Săsesc al Țării Bârsei organizând aici diverse expoziții.
În anul 1950, după naționalizarea din 1948, bastionul a fost preluat de Muzeul Județean de Istorie din Brașov. În interiorul bastionului a fost amenajat Muzeul Țării Bârsei, în care este expusă macheta vechii cetăți a Brașovului, realizată în anul 1896 de profesorul Friedrich Herman, precum și o machetă a Șcheiului realizată ulterior.

## Descriere

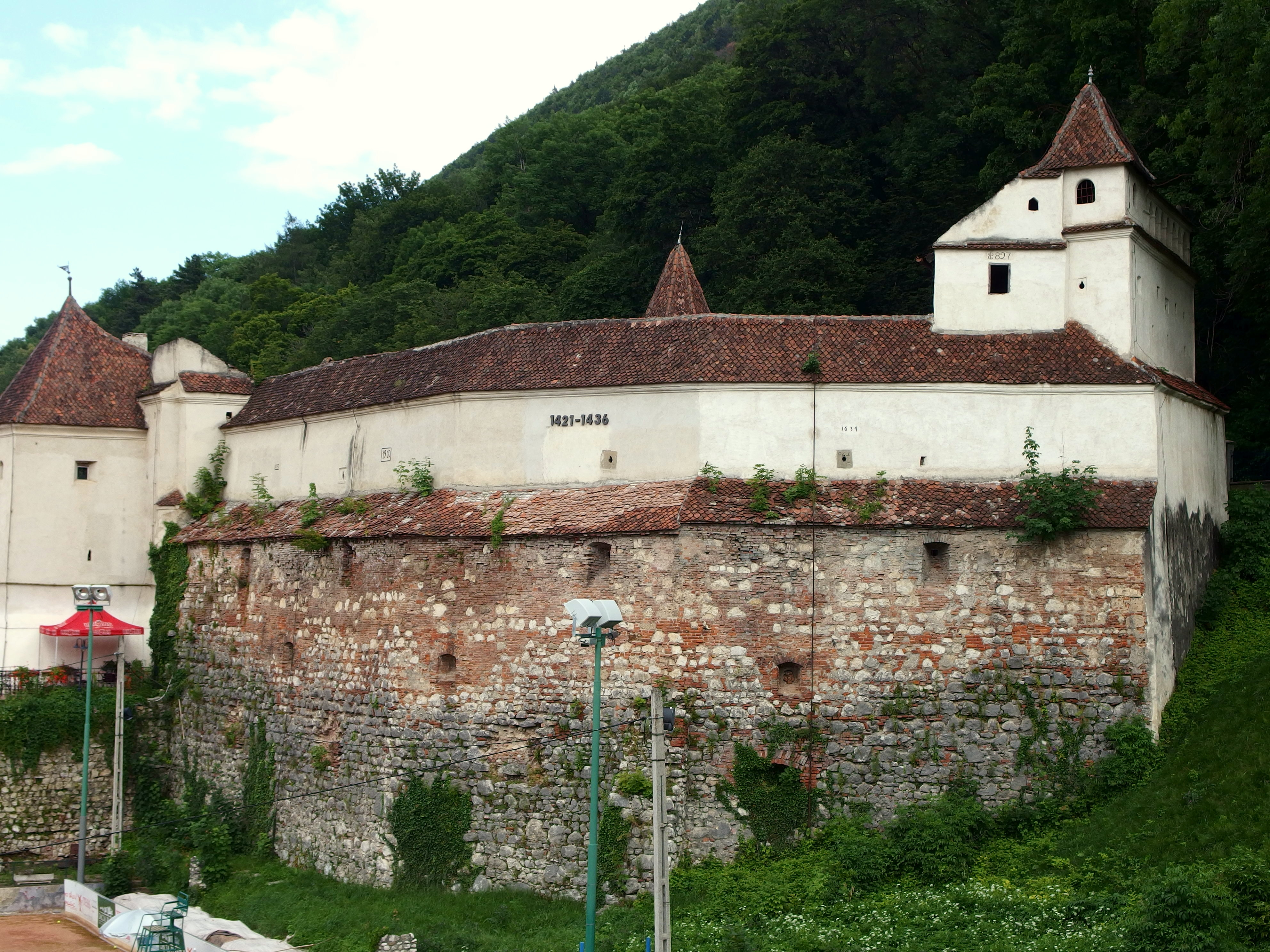
Bastionul Țesătorilor
latura vestică

Bastionul Țesătorilor are o formă hexagonală, ocupă o suprafață de 1.616 mp și este înconjurat de ziduri groase (1,5m - 4 m), având și două turnuri de strajă, unul la nord-est și altul la sud-est. Bastionul are patru nivele, cu ambrazuri și guri de păcură, iar la primul nivel cu guri pentru tunuri. Pe interiorul zidurilor sunt galerii din lemn de stejar pe trei și patru nivele. În anul 1800 s-au construit două încăperi pentru festivitățile breslei țesătorilor, iar în 1807, când bastionul și-a pierdut funcția de apărare, și o căsuță în fața intrării. 
Fiind parte a Muzeului Județean de Istorie din Brașov, în Bastionul Țesătorilor se află o expoziție ce cuprinde materiale documentare precum și obiecte provenite, în urma săpăturilor arheologice, din sistemul de fortificații al Țării Bârsei premergător  secolului al XIV-lea. Sunt expuse astfel fragmente de armură, cămăși de zale sau arme albe specifice Evului Mediu. Printre acestea se remarcă paloșul de doua mâini din secolul al XIII-lea descoperit în Cetatea Brașovului. Printre exponate se găsesc și imagini ale Cetății Brașovului, imagini realizate dupa vechile gravuri, inclusiv macheta la scară 1:200 a vechii cetăți a Brașovului, realizată în anul 1896 de profesorul Friedrich Herman, precum și o machetă a Șcheiului realizată ulterior.
În prezent aici este prezentată expoziția permanentă „Bastionul Țesătorilor – Brașovul/3 M”.
Datorită acusticii sale excelente, propagarea sunetului fiind favorizată în mod special de galeriile din lemn existente pe pereții interiori, în curtea bastionului au loc în mod regulat concerte. În fiecare an, începând din noiembrie 2012, aici au fost organizate și câteva evenimente din cadrul Festivalului Etnovember.

## Galerie de imagini

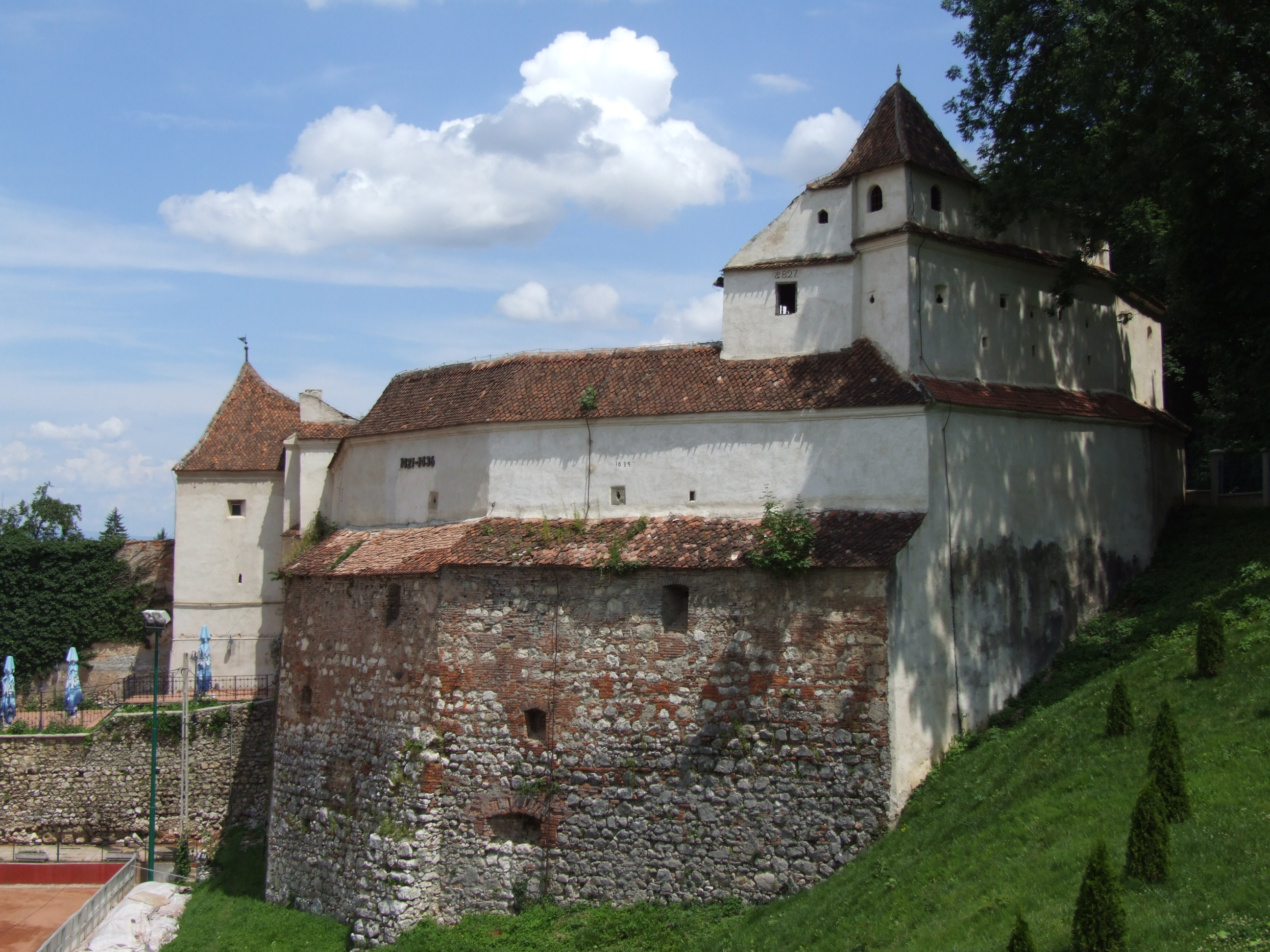
Bastionul Țesătorilor
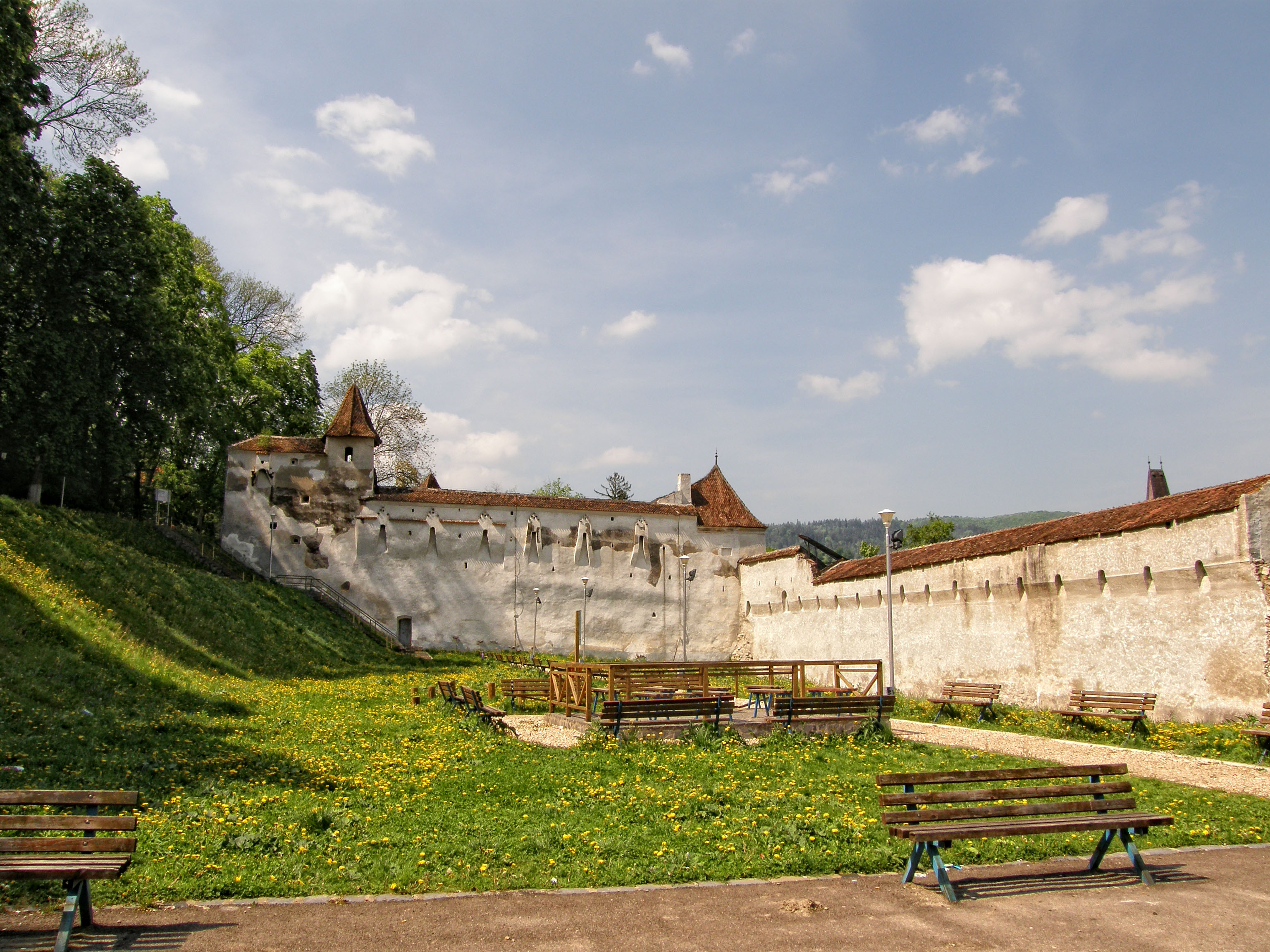
Zidul de sud-est al Cetății
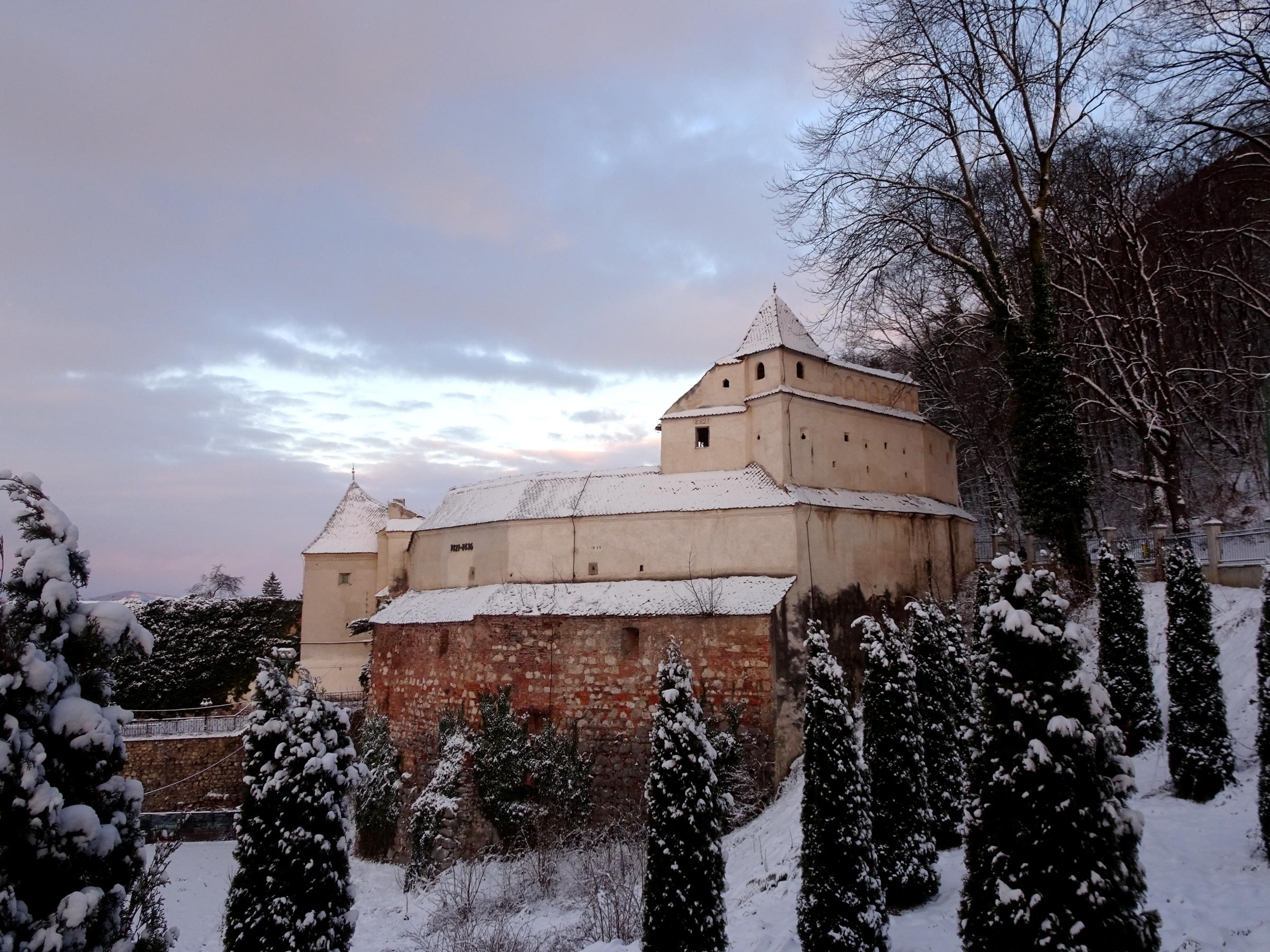
Bastionul Țesătorilor iarna
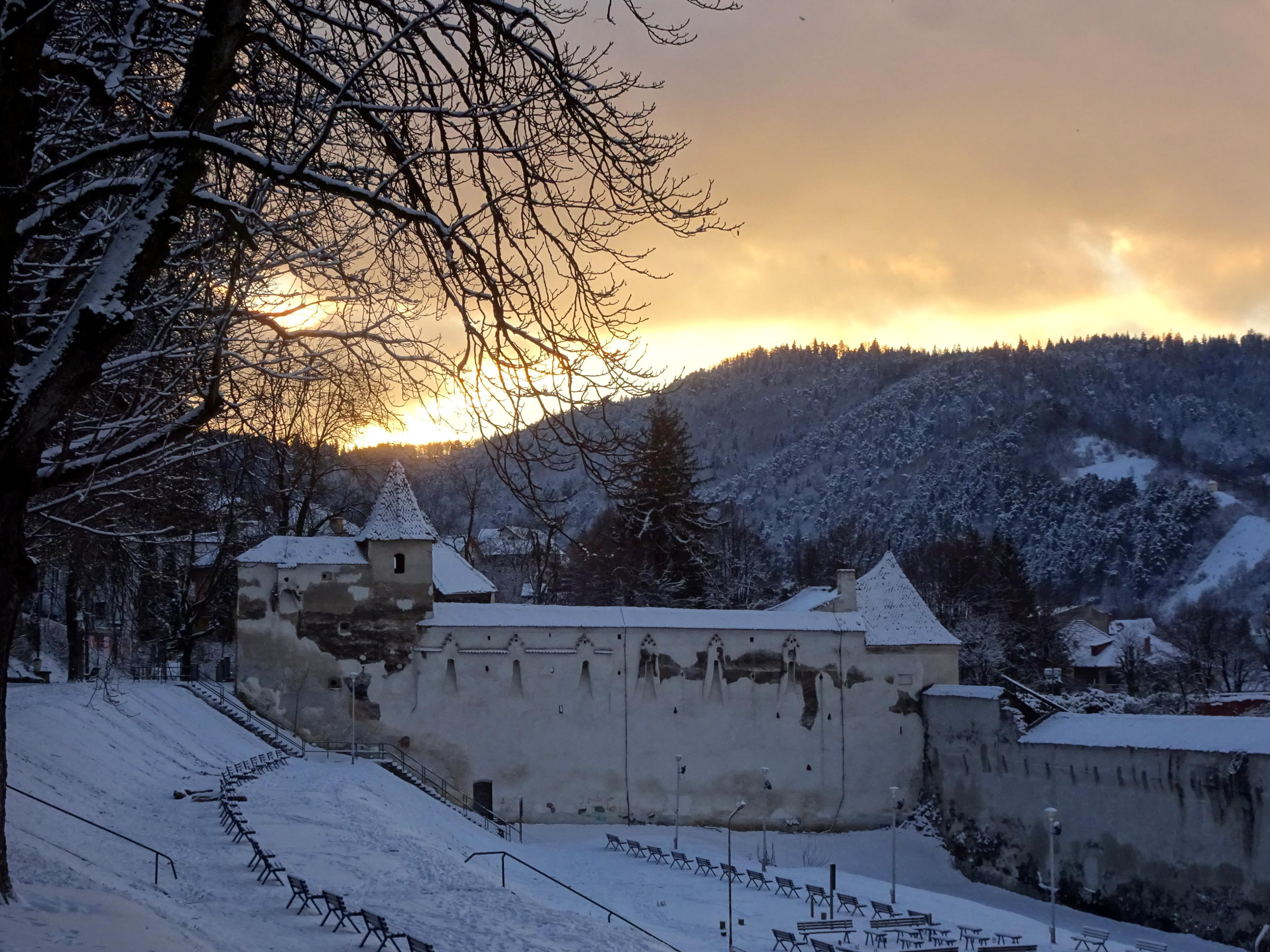
Bastionul Țesătorilor latura nord-estică
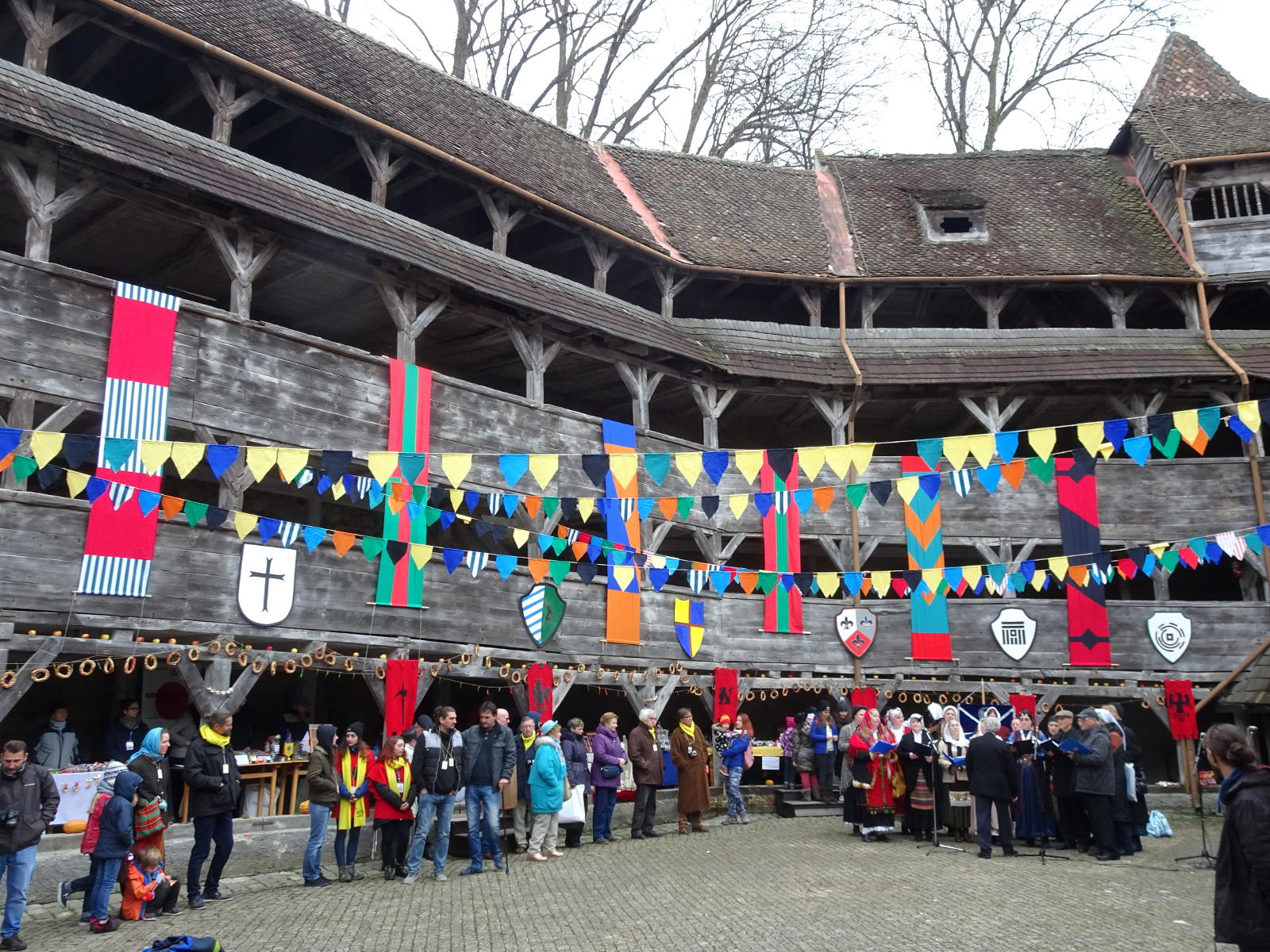
Spectacol în curtea interioră a Bastionului